# 荷塘街道 (湘潭市)
荷塘乡，是中华人民共和国湖南省湘潭市岳塘区下辖的一个乡镇级行政单位。

## 行政区划
荷塘乡下辖以下地区：
金湖村、综合农场村、清水村、五爱村、滴水村、双埠村、易家村、竹埠村、正江村、群力村、荷塘村、青山村和指方村。